# Unione Cestistica Casalpusterlengo
A Unione Cestista Casalpusterlengo é um clube profissional de basquetebol situado na comuna de Casalpusterlengo, Lombardia, Itália que disputa atualmente a Serie A2.

## Jogadores Notáveis
- Ruben Boykin 1 temporada: 2010-11
- Paul Marigney 1 temporada: 2010-11
- Peter Ezugwu 1 temporada: 2010-11
- Marcus Hatten 1 temporada: 2009-10
- Jakub Wojciechowski 1 temporada: 2009-10
- Mario Boni 2 Temporadas: 2006-08
- Pietro Aradori 3 temporadas: 2003-06
- Danilo Gallinari 2 temporadas: 2003-05
- Vittorio Gallinari 1 temporada: 1995-96